# Grand Prix Formule 1 van Maleisië 2008
De Grand Prix Formule 1 van Maleisië 2008 werd gehouden van 21 tot 23 maart 2008 op het Sepang International Circuit. Het is de 10e race op dit circuit en de 10e in dit land.

## Kwalificatie
| Positie | Nummer | Naam                 | Team                | Q1       | Q2       | Q3       |
| ------- | ------ | -------------------- | ------------------- | -------- | -------- | -------- |
| 1       | 2      | Felipe Massa         | Ferrari             | 1:35.347 | 1:34.412 | 1:35.748 |
| 2       | 1      | Kimi Räikkönen       | Ferrari             | 1:35.645 | 1:34.188 | 1:36.230 |
| 3       | 11     | Jarno Trulli         | Toyota              | 1:35.205 | 1:34.960 | 1:36.711 |
| 4       | 4      | Robert Kubica        | BMW Sauber          | 1:35.794 | 1:34.811 | 1:36.727 |
| 5       | 3      | Nick Heidfeld        | BMW Sauber          | 1:35.729 | 1:34.648 | 1:36.753 |
| 6       | 10     | Mark Webber          | Red Bull-Renault    | 1:35.440 | 1:34.967 | 1:37.009 |
| 7       | 5      | Fernando Alonso      | Renault             | 1:35.983 | 1:35.140 | 1:38.450 |
| 8       | 23     | Heikki Kovalainen    | McLaren-Mercedes    | 1:35.227 | 1:34.759 | 1:36.613 |
| 9       | 22     | Lewis Hamilton       | McLaren-Mercedes    | 1:35.392 | 1:34.627 | 1:36.709 |
| 10      | 12     | Timo Glock           | Toyota              | 1:35.891 | 1:35.000 | 1:39.656 |
| 11      | 16     | Jenson Button        | Honda               | 1:36.847 | 1:35.208 |          |
| 12      | 9      | David Coulthard      | Red Bull-Renault    | 1:36.058 | 1:35.408 |          |
| 13      | 6      | Nelson Piquet Jr.    | Renault             | 1:36.074 | 1:35.562 |          |
| 14      | 17     | Rubens Barrichello   | Honda               | 1:36.198 | 1:35.622 |          |
| 15      | 15     | Sebastian Vettel     | Toro Rosso-Ferrari  | 1:36.111 | 1:35.648 |          |
| 16      | 7      | Nico Rosberg         | Williams-Toyota     | 1:35.843 | 1:35.670 |          |
| 17      | 21     | Giancarlo Fisichella | Force India-Ferrari | 1:36.240 |          |          |
| 18      | 14     | Sébastien Bourdais   | Toro Rosso-Ferrari  | 1:36.677 |          |          |
| 19      | 18     | Takuma Sato          | Super Aguri-Honda   | 1:37.087 |          |          |
| 20      | 20     | Adrian Sutil         | Force India-Ferrari | 1:37.101 |          |          |
| 21      | 19     | Anthony Davidson     | Super Aguri-Honda   | 1:37.481 |          |          |
| 22      | 8      | Kazuki Nakajima      | Williams-Toyota     | 1:36.388 |          |          |

## Race
| Positie | Nummer | Coureur              | Team                | Rondes | Tijd/Oorzaak uitval | Startplaats | Punten |
| ------- | ------ | -------------------- | ------------------- | ------ | ------------------- | ----------- | ------ |
| 1       | 1      | Kimi Räikkönen       | Ferrari             | 56     | 1:31:18.555         | 2           | 10     |
| 2       | 4      | Robert Kubica        | BMW Sauber          | 56     | + 19.570            | 4           | 8      |
| 3       | 23     | Heikki Kovalainen    | McLaren-Mercedes    | 56     | + 38.450            | 8           | 6      |
| 4       | 11     | Jarno Trulli         | Toyota              | 56     | + 45.832            | 3           | 5      |
| 5       | 22     | Lewis Hamilton       | McLaren-Mercedes    | 56     | + 46.548            | 9           | 4      |
| 6       | 3      | Nick Heidfeld        | BMW Sauber          | 56     | + 49.833            | 5           | 3      |
| 7       | 10     | Mark Webber          | Red Bull-Renault    | 56     | + 1:08.130          | 6           | 2      |
| 8       | 5      | Fernando Alonso      | Renault             | 56     | + 1:10.041          | 7           | 1      |
| 9       | 9      | David Coulthard      | Red Bull-Renault    | 56     | + 1:16.220          | 12          |        |
| 10      | 16     | Jenson Button        | Honda               | 56     | + 1:26.214          | 11          |        |
| 11      | 6      | Nelson Piquet Jr.    | Renault             | 56     | + 1:32.202          | 13          |        |
| 12      | 21     | Giancarlo Fisichella | Force India-Ferrari | 55     | + 1 ronde           | 17          |        |
| 13      | 17     | Rubens Barrichello   | Honda               | 55     | + 1 ronde           | 14          |        |
| 14      | 7      | Nico Rosberg         | Williams-Toyota     | 55     | + 1 ronde           | 16          |        |
| 15      | 19     | Anthony Davidson     | Super Aguri-Honda   | 55     | + 1 ronde           | 21          |        |
| 16      | 18     | Takuma Sato          | Super Aguri-Honda   | 55     | + 1 ronde           | 19          |        |
| 17      | 8      | Kazuki Nakajima      | Williams-Toyota     | 55     | + 1 ronde           | 22          |        |
| Ret     | 15     | Sebastian Vettel     | Toro Rosso-Ferrari  | 38     | Motor               | 15          |        |
| Ret     | 2      | Felipe Massa         | Ferrari             | 30     | Gespind             | 1           |        |
| Ret     | 20     | Adrian Sutil         | Force India-Ferrari | 6      | Hydrauliek          | 20          |        |
| Ret     | 12     | Timo Glock           | Toyota              | 1      | Botsing             | 10          |        |
| Ret     | 14     | Sébastien Bourdais   | Toro Rosso-Ferrari  | 0      | Gespind             | 18          |        |

## Wetenswaardigheden
- Raceleiders: Felipe Massa 16 (1-16), Kimi Räikkönen 32 (17-18, 22-38, 44-56) en Robert Kubica 8 (19-21, 39-43).
- Beste resultaat: Robert Kubica, Nelson Piquet jr..
- Eerste snelste ronde: Nick Heidfeld, BMW Sauber.
  - Dit geeft Heidfeld het record van "meeste races gereden tot eerste snelste ronde" met 134 races; het oude record stond op naam van Thierry Boutsen met 114 races.
- Dit is de race waarin BMW Sauber het meeste aantal punten pakten tot nu toe, namelijk 11, het oude record stond op 10 bij de Grand Prix Formule 1 van Hongarije 2007.

## Statistieken
| Snelste ronde | Nick Heidfeld | BMW Sauber | 1:35.366 |

## Noot
- Dit was de tiende pole position voor Felipe Massa.
- Eerste snelste ronde voor Nick Heidfeld.